# Ферзен, Ханс Аксель фон
Ханс Аксель фон Ферзен (младший) (швед. Hans Axel von Fersen (den yngre); 4 сентября 1755 — 20 июня 1810) — шведский военный и дипломат.

## Биография
Родился 4 сентября 1755 года в Стокгольме. Был старшим сыном графа Фредрика Акселя фон Ферзена и Хедвиги Катарины Делагарди.
В возрасте 15 лет Ферзен был послан на учёбу в военную школу в Брауншвейге, затем, совершив поездку по нескольким странам Европы, в 1775 году вернулся в Швецию, где был произведён в капитаны Лейб-драгунского полка.
В 1778 году он отправился во Францию, где ещё в 1770 году поступил лейтенантом на службу в полк Руайаль-Бавьер, и был произведён в полковники.
Он был тепло принят в высшем свете Парижа и сделался вхожим к королеве Марии-Антуанетте. Последнее обстоятельство породило слухи о том, что шведский граф был любовником королевы. Шведский посол во Франции Густав Филипп Крёйц в письме к Густаву III даже предполагал, что Мария-Антуанетта была влюблена в Ферзена. Предположения ряда авторов о том, что Ферзен был отцом Людовика XVII, некоторыми современными исследователями отвергаются из соображений хронологии.
В 1780—1783 годах он в качестве адъютанта графа Рошамбо участвовал в войне американских штатов за независимость, отличившись в 1781 году при осаде Йорктауна.
В 1783 году Ферзен возглавил полк Руайаль Сведуа. Одновременно он получил повышение и в Швеции, став в 1782 году полковником, в 1783 — подполковником Лейб-драгунского полка, а в 1787 — капитан-лейтенантом корпуса Лейб-драбантов и подполковником адельсфана, в коем качестве он в 1788 году принял участие в русско-шведской войне.
В дальнейшем военная карьера Ферзена развивалась столь же успешно: в 1792 году он становится генерал-майором, в 1802 — генерал-лейтенантом, а в 1809 году — генералом. Кроме того, в 1799 году он был назначен канцлером Упсальского университета, а в 1801 риксмаршалом.
С 1788 по 1791 годы Ферзен практически непрерывно находился во Франции. Пользуясь расположением королевской семьи к Ферзену, Густав III часто прибегал к его посредничеству в переговорах в обход официального шведского представителя. После Французской революции и эмиграции многих членов королевской фамилии за границу Ферзен становится одним из ближайших советников Людовика XVI и Марии-Антуанетты.
В июне 1791 года Ферзен подготовил побег королевской четы из Франции. Он проводил её до Бонди, находившегося в паре миль от Парижа, затем поехал другой дорогой, чтобы сбить преследователей со следа. После того как король с королевой были схвачены в Варенне, Ферзен перебрался в Бельгию, где в качестве шведского дипломатического агента находился вплоть до 1794 года. Он продолжал поддерживать тайную переписку с королевской парой, находившейся под домашним арестом в Тюильри, а в феврале 1792 года с риском для жизни, переодевшись, лично нанёс ей визит. В дальнейшем Ферзен продолжил вынашивать планы по спасению королевской семьи и участвовать в создании европейской коалиции против революционной Франции.

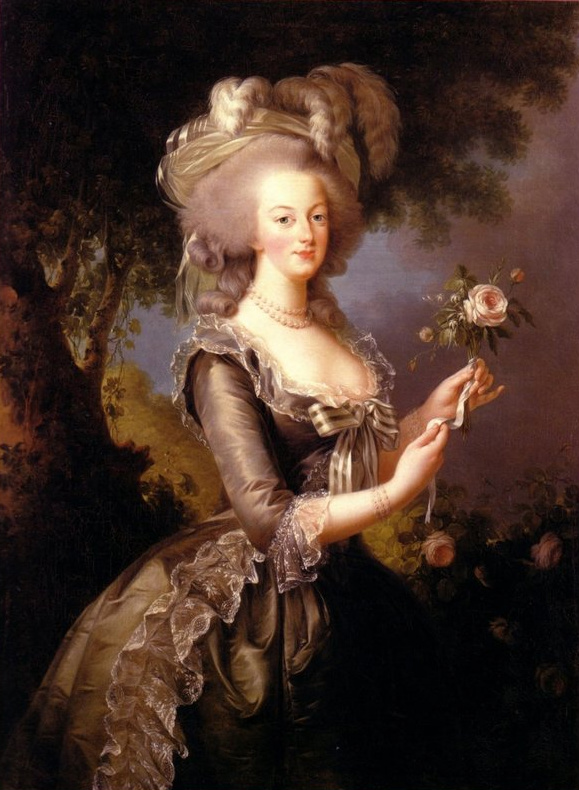
Мария-Антуанетта (1755—1793),
художник Э. Л. Виже-Лебрён

После казни Марии-Антуанетты, состоявшейся 16 октября 1793 года, его связи с Францией оборвались.
В 1794 году герцог Сёдерманландский, подозревавший его в связях с любимцем Густава III Армфельдом, отозвал Ферзена из Брюсселя. В 1797 году он был послан шведским представителем на Раштаттский конгресс, однако французский посланник отказался признать за ним этот статус. Более успешно сложилось его поездка к баденскому двору для составления брачного контракта между королём Густавом IV Адольфом и принцессой Фредерикой.
Ферзен пользовался большим уважением у нового короля, однако был слишком плохим политиком, чтобы оказывать какое-либо влияние на его правление. Он не принял участия в перевороте 1809 года и, будучи легитимистом, крайне не одобрял отстранение от власти сына свергнутого короля — кронпринца Густава, в связи с чем его причисляли к сторонникам Густава IV Адольфа.
Когда в 1810 году в Сконе неожиданно скончался назначенный наследником престола датский принц Фредерик Кристиан Август Аугустенбургский, по стране распространились слухи, что он был отравлен по совету Ферзена его родной сестрой графиней Пипер.
20 июня 1810 года тело умершего кронпринца ввезли в шведскую столицу. Ферзен в качестве риксмаршала ехал впереди процессии, чем вызвал возмущение толпы, которая набросилась на него. Когда он попытался укрыться в ратуше, толпа вытащила его оттуда и растерзала. Для усмирения беспорядков был отправлен генерал Скьёльдебранд, который заменил Ферзена на его посту губернатора Стокгольма.
Ферзен не был женат и не имел официально признанных детей.
Дневник и переписка Ферзена были опубликованы в Швеции в 1878 году под названием «Le comte de Fersen et la cour de France» («Граф Ферзен и французский двор»).

## Награды
- Шведский орден Меча, рыцарский крест (19 декабря 1781)
- Шведский орден Меча, командорский крест (21 ноября 1791)
- Шведский орден Меча, большой крест (26 ноября 1798)
- Шведский орден Серафимов (14 ноября 1800)
- Французский орден Военных заслуг, рыцарский крест (1781)
- Американский орден Цинцинната (1783)

## Образ в кино и мультипликации
- «Мария-Антуанетта» (1938) — Тайрон Пауэр
- «Мария-Антуанетта — королева Франции» (1956) — Ричард Тодд
- «Французская революция» фильм 1-й «Годы света» (1989) — Жан Ив Бертело[фр.]
- «Мария-Антуанетта» (2006) — Джейми Дорнан
- Аниме-сериал «Роза Версаля» по одноимённой манге Риёко Икэды (1979)